# Ninja Master's: Haō Ninpō Chō
Ninja Master's: Haō Ninpō Chō (ニンジャマスターズ ～覇王忍法帳～) est un jeu vidéo de combat développé par ADK et édité par SNK en 1996 sur Neo-Geo MVS, Neo-Geo AES et Neo-Geo CD (NGM 217),,.

## Réédition
- Console virtuelle (Japon)